# Задонщина
«Задо́нщина» — памятник древнерусской литературы конца XIV — начала XV веков, повествующий о победе русских войск, возглавляемых великим князем Московским Дмитрием Ивановичем (Донским) и его двоюродным братом Владимиром Андреевичем, над монголо-татарскими войсками правителя Золотой Орды Мамая в Куликовской битве.

## Текстология
В рукописях имеет заглавия «Задонщина великого князя господина Дмитрия Ивановича и брата его князя Владимира Андреевича», «Слово о великом князе Дмитрии Ивановиче и о брате его, князе Владимире Андреевиче, как победили супостата своего царя Мамая» и др. «Задонщина» в списке XVII века была впервые опубликована в 1852 году В. М. Ундольским и сразу была воспринята как литературное подражание «Слову о полку Игореве»: отдельные её выражения, образы, целые фразы повторяли и переделывали соответствующие образы, пассажи и выражения «Слова», применяя их к рассказу о победе русских войск над татарами за Доном на Куликовом поле. Все шесть ныне известных списков «Задонщины» дают крайне искажённый текст, и точное восстановление первоначального вида произведения сейчас задача едва ли возможная. Не вполне ясно и текстологическое соотношение сохранившихся списков Задонщины. Исследователи спорят о том, представляет ли собой «краткая редакция» (отражённая в Кирилло-Белозерском списке) изначальную версию или, напротив, впоследствии сокращённую.

## Датировка
Донское, или Мамаево побоище (название «Куликовская битва» впервые употребляется Н. М. Карамзиным в «Истории государства Российского» в 1817 году; в дальнейшем оно стало преобладать в литературе) произошло 8 сентября 1380 года на Куликовом поле, между Доном и Непрядвой (по новейшим исследованиям профессора С. Н. Азбелева — при её истоке, на древнерусском языке «устье», из Волова озера).
Точная дата создания «Задонщины» неизвестна. Она датируется временем между самой битвой и концом XV века, к которому относится её самый ранний сохранившийся список — Кирилло-Белозерский. В рукописи упоминается брянский боярин, впоследствии священник в Рязани, Софоний — вероятный автор повести.

## «Задонщина» и «Слово о полку Игореве»
В конце XIX века французский славист Луи Леже выдвинул гипотезу, согласно которой «Слово о полку Игореве» создано мистификатором XVIII века по образцу «Задонщины» (а не наоборот). Так как связь «Задонщины» со «Словом» не вызывает сомнений, версию Леже приняли все без исключения последующие сторонники версии о поддельности «Слова» (А. Мазон и его группа, А. А. Зимин, К. Трост и его группа, Э. Кинан). Однако некоторые литературоведы (прежде всего О. В. Творогов) отмечали, что пассажи в «Задонщине», параллельные «Слову», не всегда логично вписываются в повествование и содержат много несообразностей, легко объяснимых при традиционном подходе, но маловероятных при версии о вторичности «Слова».
Впоследствии лингвистическими исследованиями Р. О. Якобсона, Л. А. Булаховского и других было показано, что язык «Задонщины» имеет намного больше новых черт, чем язык «Слова». А. А. Зализняк продемонстрировал, что независимые и параллельные «Слову» части «Задонщины» резко различны по синтаксическим параметрам (в то время как «Слово» по этому признаку однородно).

## Списки
- У или M³ — ГБЛ, собр. Ундольского, № 632 (пространная редакция, в сборнике начала 1660-х);
- И-1 или M² — ГИМ, собр. Музейское, № 2060 (пространная редакция, начало утрачено, в сборнике 1530-х — 1540-х гг.);
- И-2 или M1 — ГИМ, собр. Музейское, № 3045 (фрагмент пространной редакции из середины произведения, в сборнике конца XV — начала XVI вв.);
- Ж — БАН, собр. Жданова, № 1.4.1 (фрагмент пространной редакции из начала произведения, в сборнике второй половины XVII в.);
- К-Б или L — РНБ, собр. Кирилло-Белозерского монастыря, № 9/1086 (краткая редакция, в сборнике 1470-х — 1480-х гг.);
- С или M4 — ГИМ, собр. Синодальное, № 790 (пространная редакция, но сходная с К-Б; в сборнике середины XVII в.);
- и несколько строк выписаны (в XVI в.) на чистом листе Минеи служебной на декабрь месяц (РНБ, собр. Кирилло-Белозерского монастыря, № 382/639).

(Первые варианты обозначений приняты в отечественной литературе, вторые использованы в публикации Яна Фрчека).

## Издания
- Jan Frček. Zádonština: staroruský žalozpěv o boji Rusů s Tatary r. 1380. Rozprava literárně dějepisná. Kritické vydání textů // Práce Slovanského Ústavu v Praze. Svazek XVIII, 1948. (Опубликованы и сопоставлены пять рукописей.)
- Задонщина : Слово о великом князе Дмитрии Ивановиче и о брате его князе Владимире Андреевиче, яко победили супостата своего царя Мамая / Послесл. С. Шамбинаго; Общ. ред. Ф. М. Головенченко. — [М.]: ОГИЗ — Гос. изд-во худож. лит-ры, [1947]. — 48 с. — 3000 экз. (в пер.)
- «Слово о полку Игореве» и памятники Куликовского цикла: К вопросу о времени написания «Слова» / Под ред. Д. С. Лихачёва и Л. А. Дмитриева; АН СССР. Институт русской литературы (Пушкинский дом). — М.; Л.: Наука. Ленингр. отд-ние, 1966. — 620 с. — 2600 экз. (Опубликованы все шесть рукописей)
- Задонщина : Похвала великому князю Дмитрию Ивановичу и брату его князю Владимиру Андреевичу / Сост. Е. Н. Лебедев; Послесл. к.и.н. И. В. Лёвочкина; Худож. Алексей Шмаринов. — М.: Современник, 1980. — 106 с. — 3000 экз. (Факсимильное воспроизведение рукописи из ГИМа)
- Задонщина: Древнерусская песня-повесть о Куликовской битве / Под ред. и с коммент. д.и.н. А. А. Зимина; Худож. А. Макаров. — Тула: Приокское кн. изд-во, 1980. — 128 с. — 100 000 экз.
- Сказания и повести о Куликовской битве / Л. А. Дмитриев, О. П. Лихачёва (подг. текста). Академия наук СССР. — Л.: Наука, Ленингр. отд., 1982. — 424 с. — (Литературные памятники). — 30 000 экз. (Сводный текст)
- Задонщина : Сборник (Задонщина. Летописная повесть о побоище на Дону. Сказание о Мамаевом побоище). — М.: Художественная литература, 1982. (Сводный текст. Роскошный подарочный том с иллюстрациями Ильи Глазунова)
- Памятники Куликовского цикла / Под ред. Б. А. Рыбакова. Институт российской истории РАН. — СПб.: Русско-балтийский информационный центр БЛИЦ, 1998. — ISBN 5-86789-033-3. (Опубликованы четыре наиболее сохранившиеся рукописи)